# Maurice Pourchon
 (octobre 2022).
La mise en forme du texte ne suit pas les recommandations de Wikipédia : il faut le « wikifier ».
Les points d'amélioration suivants sont les cas les plus fréquents. Le détail des points à revoir est peut-être précisé sur la page de discussion.
- Les titres sont pré-formatés par le logiciel. Ils ne sont ni en capitales, ni en gras.
- Le texte ne doit pas être écrit en capitales (les noms de famille non plus), ni en gras, ni en italique, ni en « petit »…
- Le gras n'est utilisé que pour surligner le titre de l'article dans l'introduction, une seule fois.
- L'italique est rarement utilisé : mots en langue étrangère, titres d'œuvres, noms de bateaux, etc.
- Les citations ne sont pas en italique mais en corps de texte normal. Elles sont entourées par des guillemets français : « et ».
- Les listes à puces sont à éviter, des paragraphes rédigés étant largement préférés. Les tableaux sont à réserver à la présentation de données structurées (résultats, etc.).
- Les appels de note de bas de page (petits chiffres en exposant, introduits par l'outil «  Source ») sont à placer entre la fin de phrase et le point final[comme ça].
- Les liens internes (vers d'autres articles de Wikipédia) sont à choisir avec parcimonie. Créez des liens vers des articles approfondissant le sujet. Les termes génériques sans rapport avec le sujet sont à éviter, ainsi que les répétitions de liens vers un même terme.
- Les liens externes sont à placer uniquement dans une section « Liens externes », à la fin de l'article. Ces liens sont à choisir avec parcimonie suivant les règles définies. Si un lien sert de source à l'article, son insertion dans le texte est à faire par les notes de bas de page.
- La présentation des références doit suivre les conventions bibliographiques. Il est recommandé d'utiliser les modèles {{Ouvrage}}, {{Chapitre}}, {{Article}}, {{Lien web}} et/ou {{Bibliographie}}. Le mode d'édition visuel peut mettre en forme automatiquement les références.
- Insérer une infobox (cadre d'informations à droite) n'est pas obligatoire pour parachever la mise en page.

Pour une aide détaillée, merci de consulter Aide:Wikification.
Si vous pensez que ces points ont été résolus, vous pouvez retirer ce bandeau et améliorer la mise en forme d'un autre article.
Maurice Pourchon, né le 19 septembre 1936 à Clermont-Ferrand et mort le 23 juin 1995, est un homme politique français.

## Situation personnelle
Issu d'un milieu modeste, licencié de lettres et diplômé d'études supérieures en histoire ancienne, il est professeur d'histoire-géographie au lycée Blaise-Pascal de Clermont-Ferrand.

## Parcours politique
Membre du Parti socialiste, il entre en politique en 1965 en devenant conseiller municipal. Il devient ensuite conseiller général en 1970, puis conseiller régional en 1974, et adjoint au maire de 1971 à 1978.
En octobre 1977, il est élu président du conseil régional d'Auvergne, devenant le plus jeune président de conseil régional de France,. Il quitte la présidence de l’assemblée régionale en 1986, ses listes ayant été devancées par celles de l’ancien président de la République Valéry Giscard d'Estaing lors des premières élections de ce type au suffrage universel direct. Il démissionne de son mandat de conseiller régional l’année suivante.
À l’issue des élections législatives de 1978, Maurice Pourchon devient député de la 1re circonscription du Puy-de-Dôme, fonction qu'il exercera jusqu'en 1993, c'est-à-dire de la VIe à la IXe législature de la Cinquième République. Ses dernières années sont marquées par des relations conflictuelles avec le sénateur et maire socialiste Roger Quilliot.